# Атилио Джованини
Атилио Джованини (на италиански: Attilio Giovannini) е италиански футболист, национал, играещ на поста защитник.

## Кариера
Роден е на 30 юли 1934 г. в Сан Микеле, Италия, където започва да играе за местния отбор на Аудаче. След кратък престой в отбора на Болцано, преминава в Лукезе и така заиграва в италианската топ-лига – Серия А. Бързо е забелязан и привлечен в редиците на ФК Интер, където прекарва следващите шест години от кариерата си и се оформя като един от най-добрите защитници за свеото време. С Интер печели на два пъти шампионата в Италия – през 1953 и 1954 г., след което преминава в Лацио, където и завършва своята кариера.

## Национален отбор
С националния отбор на Италия дебютира на 12 юни 1949 г. в Будапеща (Унгария – Италия 1 – 1) и записва 13 срещи. Част е от отбора на световното първенство през 1950.

## Отличия
- Шампион на Италия: 2

Интер: 1952-1953, 1953-54
| Капитани на ФК Интер | Капитани на ФК Интер         | Капитани на ФК Интер |
| -------------------- | ---------------------------- | -------------------- |
| Предшественик        | Период                       | Наследник            |
| Алдо Кампатели       | Атилио Джованини 1950 – 1954 | Джино Армано         |